# Луїза Доротея Саксен-Майнінгенська
Луїза Доротея Саксен-Майнінгенська (нім. Luise Dorothea von Sachsen-Meiningen, 10 серпня 1710 — 22 жовтня 1767) — принцеса Саксен-Майнінгенська з Ернестинської лінії Веттінів, донька герцога Саксен-Майнінгенського Ернста Людвіга I та принцеси Саксен-Гота-Альтенбурзької Доротеї Марії, дружина герцога Саксен-Гота-Альтенбурзького Фрідріха III.
Покровителька науки та мистецтв. Колекціонерка. Гота за часів її правління стала просвітницьким центром.

## Біографія
Народилась 10 серпня 1710 року у Кобургу. Була четвертою дитиною та єдиною донькою в родині герцога Саксен-Майнінгену Ернста Людвіга I та його першої дружини Доротеї Марії Саксен-Гота-Альтенбурзької. Мала старших братів 
Йозефа Бернхарда та Ернста Людвіга. Ще один брат помер немовлям до її народження. Згодом сімейство поповнилося молодшим сином Карлом Фрідріхом. 
Мешкала сім'я у замку Елізабетхенбург. Втім, матір також полюбляла життя на природі. Її не стало, коли доньці виповнилося 2 роки. Батько невдовзі узяв другий шлюб із бранденбурзькою принцесою Єлизаветою Софією. Він пішов з життя, коли Доротеї Марії було 14. Перед цим помер і її старший брат. Два інші брати стали герцогами Саксен-Майнінгену, оскільки в країні не було прімогенітури.
Виросла принцеса у палацах Кобурга та Майнінгена. З дитинства відзначалася жвавістю та веселістю. Виховання отримала у дусі реформатства. З десяти років знаходилася під особливим наглядом мачухи, після смерті Ернста Людвіга та ще більше почала опікуватися нею. Фактично, Луїза Доротея більше спілкувалася з родичами мачухи, ніж свого батька.  З 1724 року близько товаришувала з фрейліною Єлизавети Софії, Юліаною Францискою фон Бухвальд.
У 19 років була видана заміж за свого 30-річного кузена — Фрідріха Саксен-Гота-Альтенбурзького, спадкоємного принца свого герцогства. Весілля пройшло 17 вересня 1729 року в Готі. У 1732 році Фрідріх став правлячим герцогом, а Луїза Доротея — герцогинею-консортом. За кілька років після цього народився їхній первісток. Всього у подружжя було дев'ятеро дітей, живими з яких народилися шестеро
Резиденцією сімейства був замок Фріденштайн у Готі, літнім палацом слугував новозбудований замок Фрідріхсталь поруч із ним. У 1735 році до Луїзи Доротеї перейшла на службу Юліана Франциска фон Бухвальд. Дружба двох жінок тривала до самої смерті герцогині.
Для дітей Луїза Доротея писала повчальні твори, які мали навчити їх слухняності, страху перед Богом, сумлінному виконанню обов'язків та милосердю. Також підтримувала свого чоловіка, граючи роль мудрого порадника. Мала значний вплив на політику і навіть брала участь у засіданнях таємної ради. Завдяки її зусиллям, у 1745 році моравським братам було дозволено заснувати своє поселення в долині річки Апфельштедт, назване згодом Нойдітендорфом.
У 1739 році герцогиня створила таємне товариство «Ordre des Hermites de bonne humeur» на зразок світського масонського ордену, вільного для вступу для обох статей, що мало своїм девізом «Хай живе радістьǃ». Кожен учасник мав особливе ім'я. Герцог та герцогиня були відомі як Пріор та Пріореса, їхній син Ернст звався Espiègle — фр. Пустотливий. Члени ордена мали приходити у зелених чернечих плащах з рожевим поясом та солом'яній шляпі з рожевою стрічкою. Всі розмови велися французькою мовою. Зустрічалися учасники, головним чином, у замку Фрідріхсверт та, інколи, у замках Молсдорф та Марієнбург. Існувало товариство до 1759 року, коли відбулася остання зустріч учасників. Однією з причин припинення існування ордену стала Семирічна війна, від якої постраждало герцогство, особливо його альтенбурзька частина.

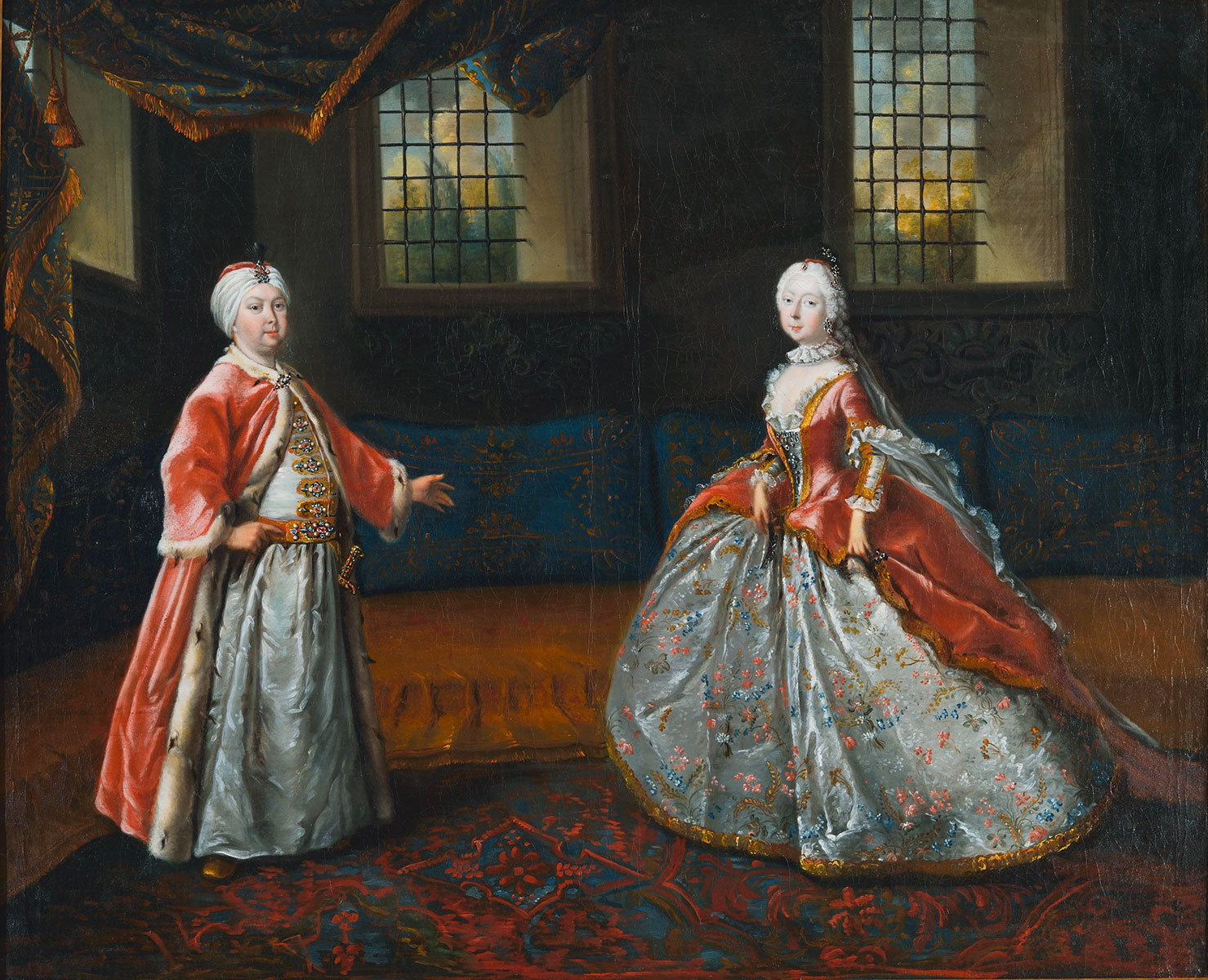
Луїза Доротея та Фрідріх на сцені придворного театру, 1751

Будучи освіченою та витонченою жінкою, Луїза Доротея зіграла велику роль у перетворенні Саксен-Гота-Альтенбургу на культурний центр тюринзьких герцогств. Зразком наслідування виступав французький двір, лише відсутність грошей не давала досягти більшої з ним ідентичності. Загалом, герцогині вдалося створити при дворі атмосферу французької салонної культури. Наслідувати французів вона намагалася навіть в архітектурі: перебудова оранжереї для зростаючої колекції екзотичних рослин замку Фрідріхсталь, яка тривала у 1747—1767 роках, за французькою моделлю, була особистим проектом Луїзи Доротеї.
Покровительствувала науці та мистецтвам. Придворна бібліотека в Готі була відкритою для усіх бажаючих і регулярно поповнювалася середньовічними рукописами та інкунабулами. Окрім неї, герцог та герцогиня мали приватні колекції книжок. Бібліотека Луїзи Доротеї зберігалася в її апартаментах у північному крилі замку Фріденштайн. Її колекція налічувала близько 3600 примірників та складалася, головним чином, з сучасних видань. Більшість із них була французькою мовою, що було типовим для жіночих колекцій книжок у Німеччині того часу. Значну частину займали листи, історичні праці, філософські трактати, у тому числі, Христіана Вольфа, та тома з мистецтвознавства. Герцогиня читала новинки французької літератури, влаштовувала в придворному театрі французькі драматичні вистави і більшу частину дня проводила, відповідаючи на корреспонденцію. Листувалася з Вольтером, Фрідріхом Мельхіором Гріммом, Ернстом фон Мантоффелем, Луїзою та Йоганном Крістофом Готтшедами. Геттінгенський адвокат Пюттер, на її прохання, читав публічні юридичні лекції з юриспруденції при дворі Готи. Вольтер, за її запрошенням, перебував у Готі з 15 квітня до 25 травня 1753 року. Фрідріх Великий також навідав герцогиню у грудні 1762 року у замку Фріденштайн. 
В той же час Гота стала осередком видавничої справи завдяки Й. К. Дітріху та К. В. Еттінгеру. Так, у 1763 році ними почав видаватися Готський альманах. Популярності герцогству надавала й порцелянова мануфактура, заснована Вільгельмом фон Ротбергом у 1757 році, коли після 1765 року якість порцеляни помітно покращала. Існував у Готі й театр, доступний лише членам двору, що містився у західній башті замку Фріденштайн. Він став відкритим за кілька років після смерті герцогині Досьогодні збереглося сценічне обладнання, яке використовувалося в її часи, датоване 1681 роком.
Померла Луїза Доротея 22 жовтня 1767 року від туберкульозу. За бажанням, була похована у міській церкві Святої Маргарити в Готі. Чоловік пережив її на чотири роки. Похований поруч.
Через свою праонуку Луїзу вони є пращурами німецького імператора Вільгельма II, російської імператриці Олександри Федорівни, югославської королеви Марії, румунського короля Міхая, іспанського короля Філіпа VI, норвезького короля Гаральда V, шведського короля Карла XVI Густава, а також британської королеви Єлизавети II та данської королеви Маргрете II.

## Родина

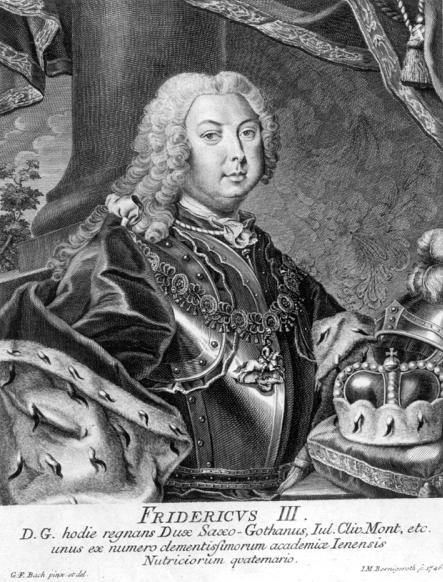
Фрідріх III, гравюра

Чоловік — Фрідріх Саксен-Гота-Альтенбурзький
Діти:
- Фрідріх Людвіг (1735—1756) — одруженим не був, дітей не мав;
- Людвіг (25—26 жовтня 1735) — прожив 1 день;
- Фредеріка Луїза (1741—1776) — одружена не була, дітей не мала;
- Ернст (1745—1804) — герцог Саксен-Гота-Альтенбургу у 1772—1804 роках, був одружений із принцесою Саксен-Майнінгенською Шарлоттою, мав четверо синів;
- Софія (9—30 березня 1746) — прожила 3 тижні;
- Август (1747—1806) — майор, одруженим не був, дітей не мав.

## Вшанування
- Ім'я герцогині носить вулиця Dorotheenstraße у Готі;
- Громада Луїзенталь в Тюрингії була названа герцогом Фрідріхом III у 1753 році на честь дружини.
- 22 квітня 2017 року у Готі був відкритий пам'ятник Луїзі Доротеї роботи Берндта Гобеля.